# Lee Atwater
Harvey LeRoy "Lee" Atwater (27. února 1951, Atlanta – 29. března 1991, Washington, D.C.) byl americký politický konzultant a stratég Republikánské strany. Byl poradcem amerických prezidentů Ronalda Reagana a George H. W. Bushe a předsedou Republikánského národního výboru. Jeho politická taktika byla považována za agresivní a kontroverzní.

## Život
Narodil se v Atlantě, ale rodina se brzy přestěhovala do Columbie v Jižní Karolíně. Tam jako teenager začal hrát na kytaru v rockové kapele. Tato záliba mu vydržela do dospělosti a i na vrcholu své politické kariéry často hrál koncerty v klubech, sám nebo s B. B. Kingem, v oblasti Washingtonu, D.C. Vydal dokonce album Red Hot & Blue (Curb Records), na kterém ho doprovázela řada umělců (Carla Thomas, Isaac Hayes, Sam Moore, Chuck Jackson, a také King). Noviny Los Angeles Times 5. dubna 1990 napsaly: „Nejzábavnější na ztvárnění memphiského stylu let padesátých a šedesátých tímhle ansámblem je to, že tím můžete překvapit své přátele. Pusťte někomu něco jako 'Knock on Wood' nebo 'Bad Boy' bez toho, abyste zmínili interpreta, a pak se bavte jejich překvapením, když jim řeknete, že to je sám kontroverzní národní předseda Republikánské strany, Lee Atwater.“ V 60. letech 20. století byl Atwater krátce kytaristou u Percyho Sledge.
V roce 1973 Atwater promoval na Newberry College, malé soukromé luteránské univerzitě v Newberry, v Jižní Karolíně. Následně získal v roce 1977 titul Master of Arts v oboru komunikace na University of South Carolina.

## Politická kariéra
Během voleb v 70. letech a v roce 1980 se Atwater stal známým v Republikánské straně Jižní Karolíny, když se aktivně podílel na kampani guvernéra Carrolla Campbella a senátora Stroma Thurmonda. V době svého působení v Jižní Karolíně se Atwater stal známým svou taktikou tvrdých kampaní, založených na využívání negativních emocí.

### Volby v letech 1980 a 1984

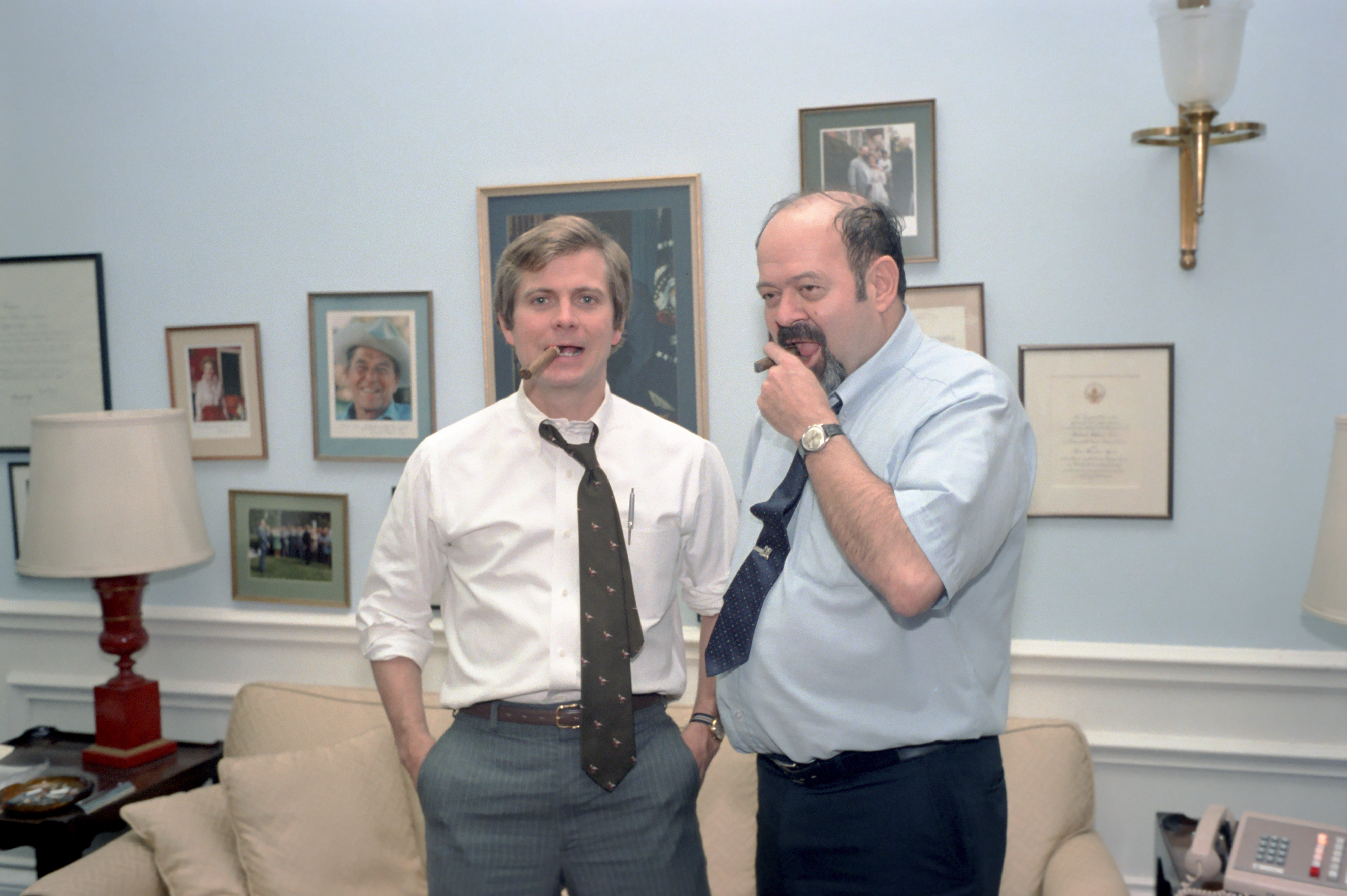
Atwater mluví s Lynem Nofzigerem v Nofzigerově kanceláři v Bílém domě, 21. ledna 1982

Prezident Ronald Reagan během letu na Air Force One do Alabamy s Lee Atwaterem a Stuartem Spencerem (politickým poradcem), 15. října 1984

Atwaterova agresivní taktika se poprvé projevila během kongresové kampaně 1980, kdy pomohl k vítězství Floydu Spenceovi. Po volbách 1980 odešel do Washingtonu, D.C., kde se stal asistentem politického ředitele Eda Rollinse ve vládě Ronalda Reagana. V roce 1984 Rollins řídil druhou Reaganovu prezidentskou volební kampaň a Atwater se stal zástupcem ředitele kampaně a politickým ředitelem. Rollins popisoval Atwatera jako bezohledného, jako Olivera Northa v civilním obleku.
Den po úspěšných volbách se Atwater stal seniorním partnerem v politické poradenské firmě Black, Manafort, Stone and Kelly.
Ve Washingtonu se Atwater sblížil i s viceprezidentem Georgem H. W. Bushem, který si ho následně vybral k řízení své prezidentské kampaně v roce 1988.

### Volby 1988

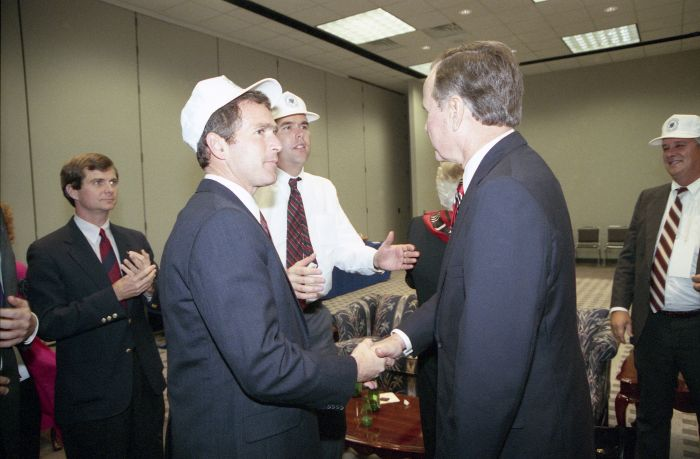
Atwater s rodinou Bushů během volební noci prezidentské kampaně 1988

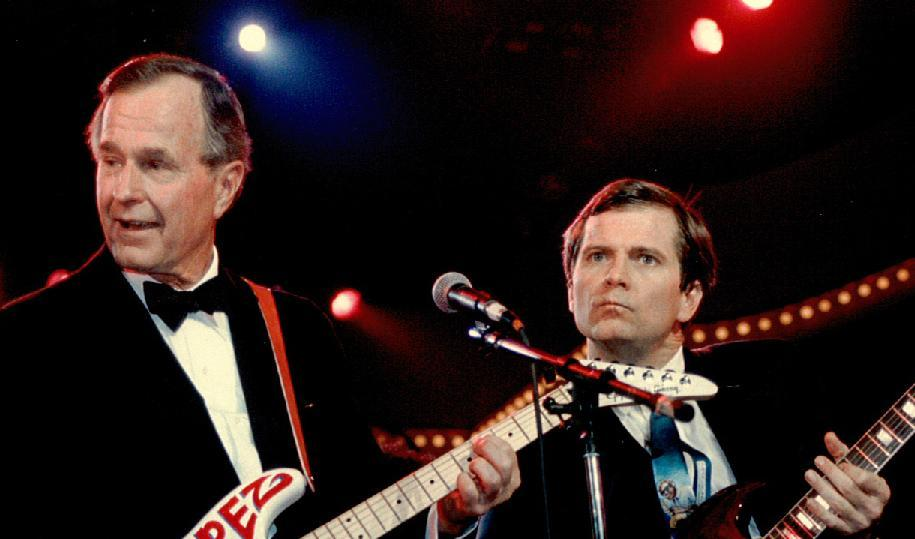
Lee Atwater "jamuje" s prezidentem Georgem H. W. Bushem na inaugurační oslavě 21. ledna 1989

Nejvýznamnější Atwaterovou volební kampaní však byla ta, kterou řídil v prezidentských volbách 1988 pro republikánského kandidáta George H. W. Bushe.

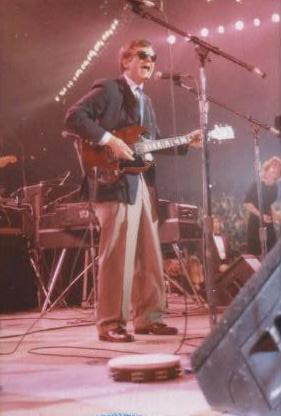
Atwater hraje na inauguraci George H. W. Bushe v roce 1989

Prezidentský kandidát za Demokratickou stranu, guvernér státu Massachusetts Michael Dukakis podporoval program krátkodobých propustek pro vězně, který byl původně spuštěn republikánským guvernérem Francisem Sargentem v roce 1972. Kongres v Massachusetts odhlasoval v roce 1976 zákaz těchto propustek pro vrahy prvního stupně, ale guvernér Dukakis zákon vetoval. Krátce poté Willie Horton, odsouzený za vraždu prvního stupně (ubodání chlapce během loupeže) dostal víkendovou propustku. Během ní se dopustil únosu mladé dvojice, muže mučil a ženu opakovaně znásilnil. Horton se pak stal středobodem Atwaterovy kampaně proti Dukakisovi.
Dukakis se snažil představit jako umírněný politik z liberálního státu Massachusetts. Inzertní kampaň na téma Horton však jen posílila názor veřejnosti, že Dukakis byl příliš liberální, což pomohlo Bushovi překonat Dukakisův počáteční 17% náskok v průzkumech veřejného mínění a zvítězit ve volbách s výrazným rozdílem.
Během kampaně si budoucí prezident George W. Bush zařídil kancelář přes chodbu od Atwaterovy kanceláře a snažil se být očima a ušima pro svého otce, sledovat co se děje v kuloárech. Barbara Bush pak ve svých pamětech napsala, že George Bush mladší (Atwater jej nazýval „Junior“) a Atwater se stali skvělými přáteli.

### Předseda Republikánského národního výboru
Po volbách byl Atwater jmenován předsedou Republikánského národního výboru (RNC).
Po Bushově vítězství se Atwater zaměřil na organizování PR kampaně proti arkansaskému guvernérovi Billu Clintonovi, jehož viděl jako vážnou potenciální hrozbu pro Bushovo znovuzvolení v roce 1992. V době své nemoci ještě podpořil kampaň republikánského kongresmana Tommyho Robinsona na republikánskou nominaci v podzimních volbách guvernéra Arkansasu. Robinson nicméně podlehl bývalému šéfovi těžební společnosti Arkla Gas Sheffieldu Nelsonovi.
V roce 1989 Atwater také silně kritizoval kandidaturu Davida Dukea ve volbách do státní sněmovny v Louisianě. Prohlásil: „Podle mne David Duke není republikán... Pouze předstírá, je to šarlatán, politický oportunista, který hledá jakoukoli organizaci, která mu pomůže legitimizovat jeho rasistické a bigotní názory... Odmítáme jej a jeho názory a děláme kroky k tomu, abychom jej od naší strany odradili.“

## Úmrtí
Atwater zemřel 29. března 1991 na mozkový nádor. Pohřeb se konal v katedrálním chrámu Trinity v Columbii v Jižní Karolíně. Rozloučení však proběhlo 4. dubna 1991 ve Washingtonské národní katedrále.

## Politický odkaz
Sidney Blumenthal, dlouholetý poradce prezidenta Clintona, se nechal slyšet, že kdyby Atwater žil, kampaň za znovuzvolení prezidenta Bushe staršího v roce 1992 proti Billu Clintonovi a Rossu Perotovi by byla pod jeho vedením mnohem silnější.
Atwaterova politická kariéra je námětem celovečerního dokumentárního filmu Boogie Man: The Lee Atwater Story. Stal se také postavou v televizním seriálu For All Mankind, kde ho hraje Dustin Seavey.